# Princesse Minabe
La princesse Minabe (御名部皇女, Minabe no himemiko) (? - 660?) est membre de la famille impériale japonaise au cours de la période Asuka. Fille de l'empereur Tenji, sa mère est dame Mei (姪娘), fille de Soga no Kurayamada no Ishikawa no Maro (蘇我倉山田石川麻呂). Elle est la sœur ainée de la princesse Abe.
Elle épouse le prince Takechi dont elle a deux fils : le prince Nagaya et le prince Suzuka. Les deux princes se font une place dans la société aristocratique du Japon plusieurs décennies plus tard.

## Source de la traduction
- (en) Cet article est partiellement ou en totalité issu de l’article de Wikipédia en anglais intitulé « Princess Minabe » (voir la liste des auteurs).